# Рудольф Скацел
Рудольф Скацел (чеськ. Rudolf Skácel, нар. 17 липня 1979, Трутнов) — чеський футболіст, що грав на позиції півзахисника.
Виступав, зокрема, за клуби «Марсель» та «Гартс», а також національну збірну Чехії.

## Клубна кар'єра
Народився 17 липня 1979 року в місті Трутнов. Розпочав займатись футболом в команді «Трутнов» з рідного міста, з якої у 1992 році потрапив в академію клубу «Градець-Кралове».
У дорослому футболі дебютував 1999 року виступами за основну команду «Градець-Кралове», в якій провів два з половиною сезони, взявши участь у 37 матчах чемпіонату.

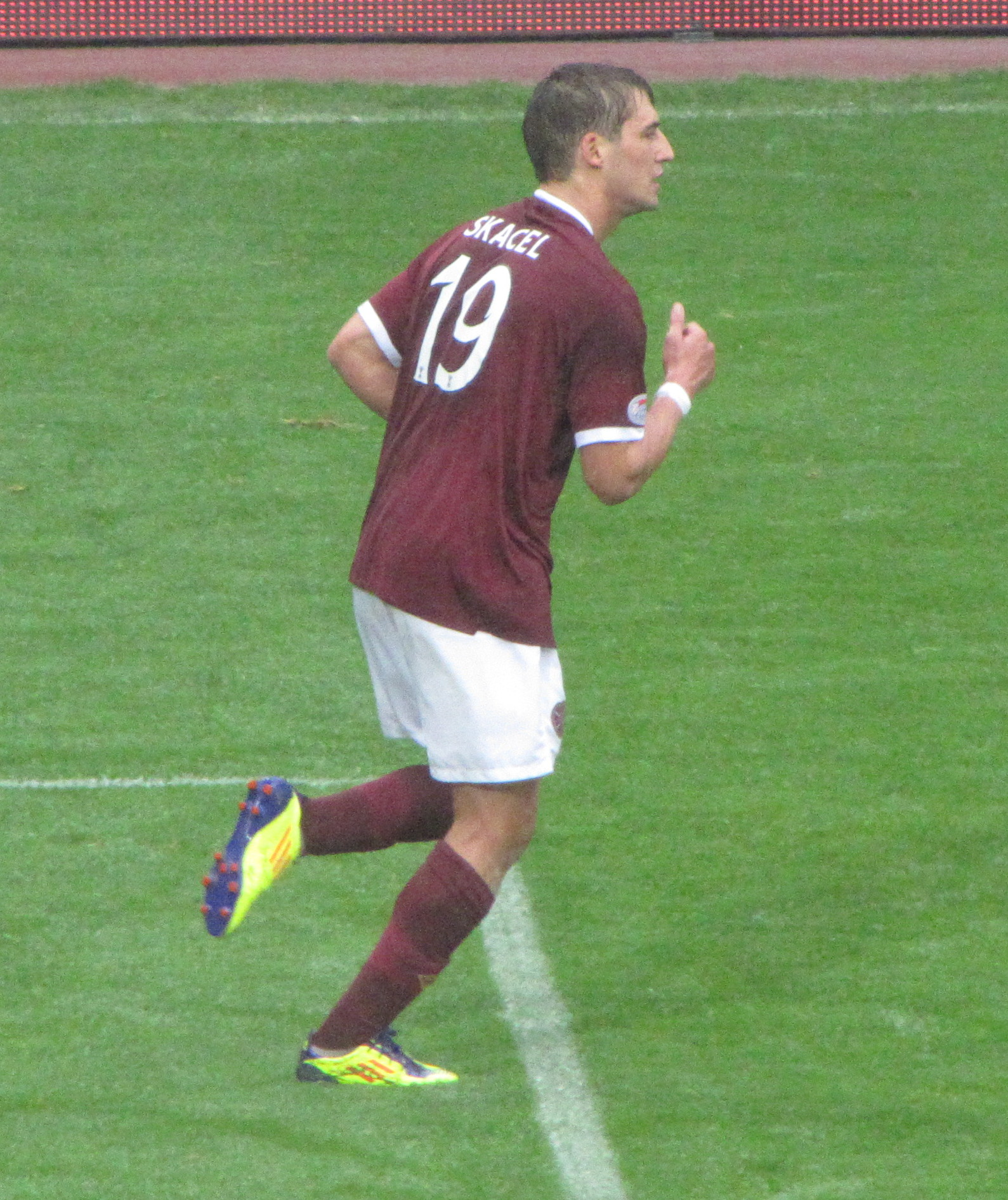
Рудольф Скацел під час виступів за «Гартс». 2011 рік.

У лютому 2002 року перейшов за 14 млн. чеських крон в празьку «Славію», у складі якої став в тому ж році володарем Кубка Чехії і дійшов з клубом до 1/8 фіналу Кубка УЄФА.
У серпні 2003 року за 2,5 млн € перейшов у «Марсель», однак, закріпитися в його складі Рудольфу не вдалося, тому в 2004 році він був відданий в оренду в «грецький Панатінаїкос», в складі якого згодом зіграв у матчах групового етапу Ліги чемпіонів і в 1/16 фіналу Кубка УЄФА. Після цього у липні 2005 року також на правах оренди перейшов у «Гартс», де провів наступний сезон і став володарем Кубка Шотландії.
29 липня 2006 року був проданий в англійський «Саутгемптон» з Чемпіоншипу, який заплатив за його трансфер 1,6 млн фунтів. Більшість часу, проведеного у складі «Саутгемптона», був основним гравцем команди.
31 січня 2008 року був відданий в оренду до кінця сезону з правом викупу берлінській «Герті». По завершенні сезону німецький клуб не викупив контракт чеха і він повернувся в «Саутгемптон», провівши в ньому наступний сезон, за підсумками якого клуб вилетів в Першу лігу, після чого гравець покинув клуб на правах вільного агента і тривалий час лишався без клубу.
У жовтні 2009 Скацел повернувся в празьку «Славію», але вже у січні 2010 року перейшов в «Ларису». Відігравши за грецький клуб 7 матчів, Руді знову приєднався до шотландському «Гартсу», з яким вдруге став володарем Кубка Шотландії у сезоні 2011/12, зробивши дубль у фінальному матчі проти «Гіберніана» (5:1).
26 жовтня 2012 року Скацел перейшов в «Данді Юнайтед», підписавши контракт до 30 січня 2013 року. По закінченні терміну дії договору Руді повернувся в «Славію», де і завершив сезон, після чого покинув клуб.
В серпні 2015 року, після дворічної перерви, приєднався до клубу «Млада-Болеслав», підписавши контракт до кінця сезону 2015/16 і виграв з командою в тому сезоні Кубок Чехії.

## Виступи за збірні
Протягом 2001—2002 років залучався до складу молодіжної збірної Чехії, разом з якою став переможцем молодіжного Євро-2002. При цьому Скацел забив вирішальний післяматчовий пенальті у ворота Французів, принісши своїй збірній трофей. Всього на молодіжному рівні зіграв у 9 офіційних матчах, забив 1 гол.
15 листопада 2003 року дебютував в офіційних іграх у складі національної збірної Чехії в товариському матчі проти збірної Канади. 
У складі збірної був учасником чемпіонату Європи 2008 року в Австрії та Швейцарії, але так і не зіграв жодного матчу..
Протягом кар'єри у національній команді провів у формі головної команди країни лише 5 матчів, забивши 1 гол.

## Титули і досягнення
- Володар Кубка Чехії (2):

«Славія»: 2001-02
«Млада Болеслав»: 2015-16
- Володар Кубка Шотландії (2):

«Гартс»: 2005-06, 2011-12
- Молодіжний чемпіон Європи:

Чехія U-21: 2002